# Vordenses
Les Vordenses sont une peuplade celto-ligure de la Fédération des Albiques.
Géographiquement localisés sur un secteur précis des Monts de Vaucluse, en face de la montagne du petit Luberon : le futur village de Gordes et ses environs.

## Traces archéologiques
On trouve la preuve de l’existence des Vordenses dans une inscription située dans la cathédrale d'Apt : 
« C. ALLIO. C. F VOLT. CELERI nn. VIR. FLAM AVGVR. COL. I APTA. EX. V. DEC . VORDENSES PAGANI PATRONO ». 
" Caius Allius Celerus, fils de Caius, de la tribu Voltina, quatrumvir, flamine, augure de la colonie d'Apta Iulia, par décret des decurions, les Vordenses, à leur patron '
Les bulletins historiques et archéologiques de la fin du XIXe siècle définissent la chose de la manière suivante : « Cette inscription est de la belle époque. La pierre rectangulaire, sur laquelle elle est gravée, et qui mesure 1,05 m de hauteur, sur 0,60 m de largeur et d'épaisseur, servait de piédestal à la statue. » Cette inscription, conservée dans la crypte, est une dédicace faite à un magistrat municipal, par les Vordenses dont il était le patron.

## Évolutions de la désignation
En 1860, Th Générat, dans son Étude géographique et ethnographique sur les peuples : qui avoisinaient le cours inférieur du Rhone et de la Durance avant la conquête de la Gaule par les Romains, et Recherches sur les villes de Vindalium et Aeria et sur le passage du Rhone par Annibal, écrira son idée qu'il pourrait s'agir plus d'une désignation géographique que d'une véritable peuplade.